# Ветеровка
Ветеровка (латыш. Veterovka) — населённый пункт в Краславском крае Латвии. Входит в состав Скайстской волости. По данным на 2015 год, в населённом пункте проживало 22 человека.

## История
В советское время населённый пункт входил в состав Скайстского сельсовета Краславского района. В селе располагалась центральная усадьба колхоза «Скайста».